# Genya Ravan
Genya Ravan (oprindeligt Genyusha Zelkovicz, født 19. april 1940 i Łódź, Polen), også kendt som Goldie, er en amerikansk rocksanger og -producer. Hun var forsanger i grupperne The Escorts, Goldie & the Gingerbreads og Ten Wheel Drive.
Goldie & the Gingerbreads var den første gruppe bestående udelukkende af kvinder, der fik en kontrakt med et af de store pladeselskaber, da de skrev kontrakt med Atlantic Records i 1964. Gruppen var på turné i Storbritannien, Vesttyskland og Frankrig med en række af især britiske 1960'er-grupper som The Rolling Stones, The Animals, The Beatles, The Yardbirds, The Hollies og The Kinks, og de spillede også mange koncerter i Nordamerika. Gruppen havde ikke den store succes på hitlisterne; deres bedste placering opnåede de med singlen "Can You Hear My Heart Beat", der nåede en 25. plads i Storbritannien. Omkring 1967-68 gik gruppen efterhånden i opløsning.
Ravan fortsatte sin musikalske karriere i gruppen Ten Wheel Drive, som hun var med til at danne i 1968. Gruppen udgav tre album, men fik aldrig sit store gennembrud. Ravan forlod Ten Wheel Drive i 1971, og hun udgav et soloalbum det følgende år. Den blev fulgt af flere, samtidig med, at Ravan begyndte at producere andre musikeres plader. Blandt de musikere, hun var producer for, var Dead Boys (debutalbummet), Ronnie Spector og
TriPod.
I de senere år har hun optrådt i en række koncertsammenhænge, og hun har lavet en række radioprogrammer, hvor hun har præsenteret kvindelige musikere.